# Познохирева, Юлия Юрьевна
Юлия Юрьевна Познохирева (укр. Юлія Юріївна Познохірева; 4 сентября 1994, Горловка) — украинская футболистка. Выступает на позициях голкипера и защитника.

## Биография
Родилась 4 сентября 1994 года в Горловке. Училась в местной школе № 41. Окончила Уманский национальный университет садоводства. Студентка УДПУ им. Павла Тычины.
С детства занималась футболом. С 2007 года выступала за команду «Дончанка» (c 2010 — за первую команду). С 2016 года — игрок ЖФК «Пантеры» из Умани. Является капитаном команды.
На международном уровне дебютировала 6 октября 2010 года в матче первого отборочного раунда Чемпионата Европы среди девушек до 17 лет между Украиной и Австрией (0:1).
В Чемпионате России по пляжному футболу среди женских команд защищала цвета краснодарского «Олимпика». Победитель и лучший бомбардир VII Всеукраинского турнира по пляжному футболу среди женских команд в составе «Пантер».